# Эйсмонт, Олег Андреевич
Оле́г Андре́евич Э́йсмонт (12 октября 1944, Энгельс — 10 июля 2012, Москва) — советский 
и российский экономист, кандидат физико-математических наук (1973), доктор экономических наук (2011).
Родился в г. Энгельс Саратовской области в семье крупного советского инженера. Окончил Московский авиационный институт (1967) и аспирантуру 
Энергетического института им. Г.М. Кржижановского (1971), где изучал проводящие свойства 
жидкости и газа.
В 1980 году перешёл на работу в Институт системного анализа Академии наук СССР, в котором и продолжал трудиться до последних дней. 
Работал в области анализа использования солнечной энергии, моделирования глобального энергетического рынка, роста в условиях сырьевой 
экономики, влияния энергетического сектора на экологию.
В 1990-е годы О.А. Эйсмонт работал в качестве приглашённого научного сотрудника в Боннском, Мангеймском, Кельнском университетах, 
читал лекции в Центрально-европейском университете в Будапеште. Одновременно он продолжал вести исследования в Институте системного анализа, 
а также преподавать российским студентам. Он являлся профессором Российской экономической школы, работал в Высшей школе экономики на кафедре 
энергетических и сырьевых рынков факультета мировой экономики и мировой политики, читал лекции в Московском физико-техническом институте.

## Основные работы
- Макаров В.Л., Чернавский С.Я., Эйсмонт О.А. Реформирование российской электроэнергетики: теория и практика // В кн.: Модернизация и экономическая безопасность России. – СПб., 2014. – С. 53-77.
- Макаров В.Л., Цветаева З.Н., Чернавский С.Я., Эйсмонт О.А. Динамика энергетических издержек экономики России и экономическая безопасность // В кн.: Модернизация и экономическая безопасность России. – М., 2012. С. 29-55.
- Катышев П.К., Эйсмонт О.А. Готовность жителей Москвы платить за качество окружающей среды // Экономика и математические методы. 2010. Т. 46. № 2. С. 23-34.
- Чернавский С.Я., Эйсмонт О.А. Выгоден ли России газовый картель(на примере европейского рынка газа) // Журнал новой экономической ассоциации. 2009. № 1-2 (1-2). С. 127-149.
- Катышев П.К., Чернавский С.Я., Эйсмонт О.А. Оценка функции издержек сельскохозяйственного производства в России // Экономика и математические методы. 2008. Т. 44. № 2. С. 3-15.
- Чернавский С.Я., Эйсмонт О.А. Экономический анализ либерализации рынка природного газа в России // Экономическая наука современной России. 2008. № 4. С. 63-75.
- Катышев П.К., Марушкевич Е.Ю., Чернавский С.Я., Эйсмонт О.А. Влияние тарифов естественных монополий на экономику // В кн.: Модернизация экономики и общественное развитие. – М.: ГУ ВШЭ, 2007. - С. 263-273.
- Чернавский С.Я., Эйсмонт О.А. Экономический анализ рынка нефтяного попутного газа в России // Экономика и математические методы. 2005. Т. 41. № 4. С. 30-38.
- Chernavsky S., Eismont O. How to sell russian gas to Europe via Ukraine? // OPEC Energy Review. 2012. Т. 36. № 1. С. 87-103.
- Eismont O., Welsch H. Optimal greenhouse gas emissions under various assessments of climate change ambiguity // Environmental and Resource Economics. 1996. Т. 8. № 2. С. 129-140.